# Димівське (Броварський район)
Ди́мівське — село в Україні, у Броварському районі Київської області. Входить до складу Великодимерської селищної громади. Населення становить 34 осіб.

## Історія
На початку XX ст. багато селян почали засновувати невеликі хутори. Одним з таких хуторів у 1920 році став Першотравневий, що розташувався за 7 км від села Плоского. Спочатку відселилось декілька сімей плосківчан, а вже в 1930 році в хуторі Першотравневому нараховувалося близько 20-ти дворів. На території хутора виникає колгосп "1 ТРАВНЯ". У 1937 році колгосп "Червона нива" с.Плоского і колгосп "1 Травня" об'єдналися в колективне господарство ім. Леніна. У 1940 році на території хутора Петршотравневий було 70 дворів.
19 вересня 2024 року Верховна Рада підтримала перейменування села Першотравневе на Димівське. 26 вересня 2024 року перейменування набуло чинності.